# Oskar Czeija

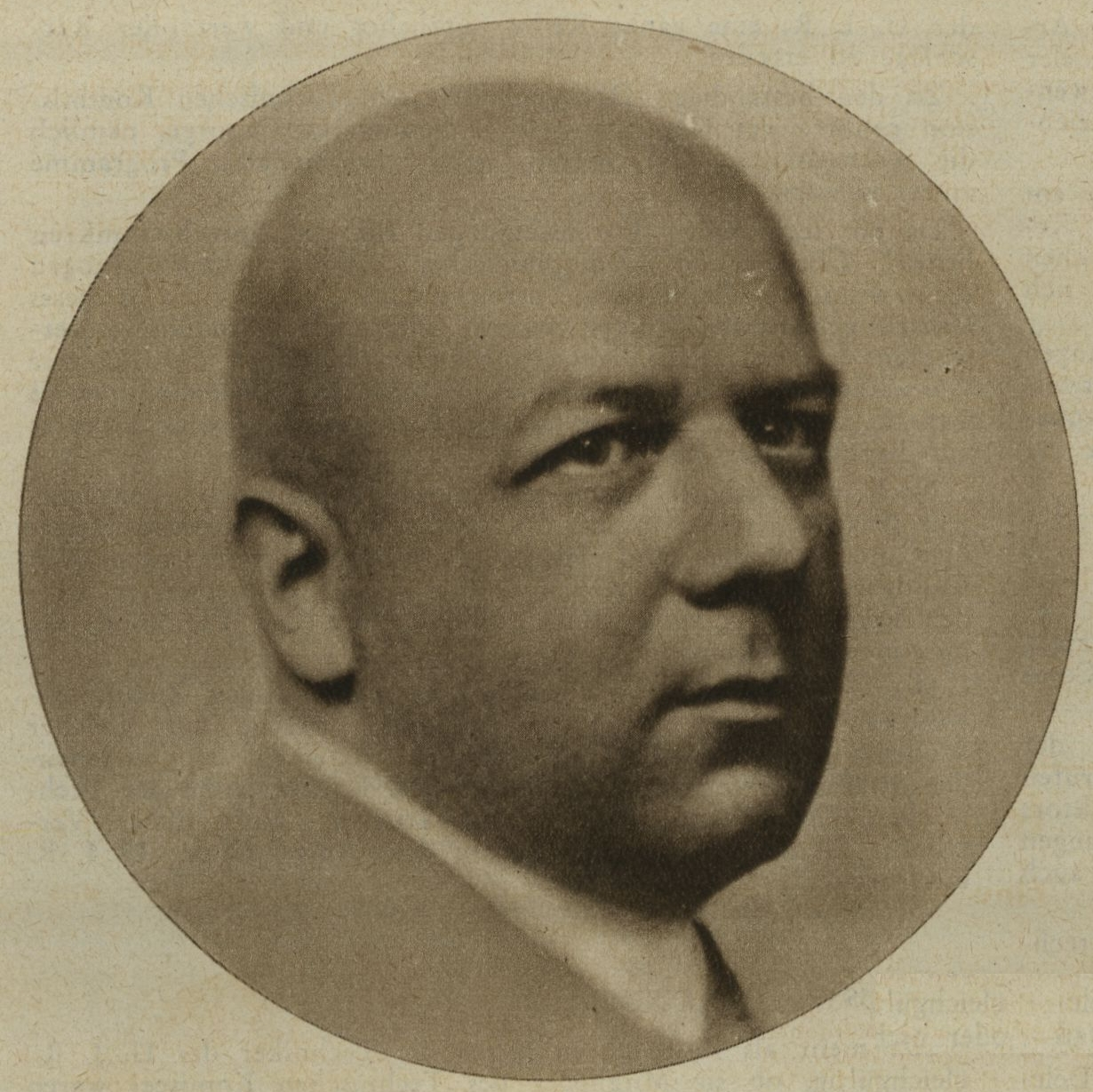
Aufnahme um 1930 von Georg Fayer

Oskar Franz Czeija (* 5. September 1887 in Wien-Ottakring; † 7. März 1958 ebenda) war ein österreichischer Rundfunkpionier und langjähriger Direktor der RAVAG.

## Leben
Der Sohn von Karl August Czeija, der am Aufbau des Telefonnetzes der österreichisch-ungarischen Monarchie beteiligt war, war ursprünglich Verwaltungsjurist bei der steiermärkischen Landesregierung. Erst nach Ende des Ersten Weltkrieges kam er mit dem Funkwesen in Berührung, deren Grundlagen er sich aneignete. Gemeinsam mit der Firma Schrank AG erhielt er die Konzession für den ersten Radiosender in Österreich und gründete die Radio Verkehrs-AG (RAVAG), deren Generaldirektor er bis 1938 auch war. In dieser Zeit hatte Czeija engen Kontakt zum ersten Präsident der RAVAG, dem vormaligen steirischen Landeshauptmann Anton Rintelen. Dies brachte ihn allerdings aufgrund Rintelens prominenter Rolle im fehlgeschlagenen Juliputsch der Nationalsozialisten 1934 in Schwierigkeiten. Czeija schien in dieser Zeit bemüht, die politische Unabhängigkeit der RAVAG zu erhalten, und agierte deshalb geschickt zwischen den verschiedenen politischen Lagern. Weder lehnte er den aufkommenden Nationalsozialismus ab, noch wich er später im Austrofaschismus von der Linie der diktatorisch agierenden Bundesregierung ab.
Czeija war Mitbegründer und ab 1929 Vorstand des „Weltfunkverbandes“. Gemeinsam mit dem Physiker Hans Thirring entwickelte Czeija Ende der 1920er das Selenophon-Verfahren zur Herstellung von Tonbändern und gründete die Selenophon Licht- und Tonbildgesellschaft. Damit war der Grundstein für eine eigenständige Tonfilmproduktion in Österreich gelegt. Viele Patente, die Tonaufnahmen betreffen, gehen auf Oskar Czeija zurück.
Nach dem Anschluss Österreichs im März 1938 wurde Czeija als Gegner des neuen Regimes eingestuft, als Generaldirektor entlassen und bespitzelt. Seine Selenophon-Patente wurden vom NS-Regime enteignet. Im Zweiten Weltkrieg diente Czeija als Offizier der Wehrmacht, wurde jedoch aus dem Kriegsdienst entlassen, da er dem NS-Staat gegenüber negativ eingestellt sei. Trotzdem konnte sich Oskar Czeija den nationalsozialistischen Machthabern erfolgreich annähern, wahrscheinlich um seine Rechte auf eine Abfertigung oder Wiedereinstellung zu wahren. Czeija stellte dabei auch wiederholt Anträge zur Mitgliedschaft in der NSDAP, nach eigenen Angaben wurden diese Anträge jedoch abgelehnt, zuletzt 1942 mit der Begründung, dass die NSDAP in Kriegszeiten keine aktive Militärpersonen aufnehmen dürfe. Czeija sah sich trotzdem als Parteianwärter, wobei die Führung als Parteianwärter sowohl in den Verwaltungsakten in der NS-Zeit als auch später kontrovers diskutiert und nicht endgültig geklärt wurde.
Bereits Mitte April 1945 übernahm Czeija den Wiederaufbau des österreichischen Rundfunks. Vom 8. August bis 12. November 1945 war er öffentlicher Verwalter des „österreichischen Rundspruchwesens“ mit Sitz bei Radio Wien, bis die Volksstimme als Zentralorgan der KPÖ Czeijas Parteianwärterschaft bei der NSDAP veröffentlichte und er ein weiteres Mal entlassen wurde. Sigmund Guggenberger wurde sein Nachfolger. Czeija wurde 1949 rehabilitiert; für seine Karriere beim Radio kam dies aber zu spät.

## Ehrungen

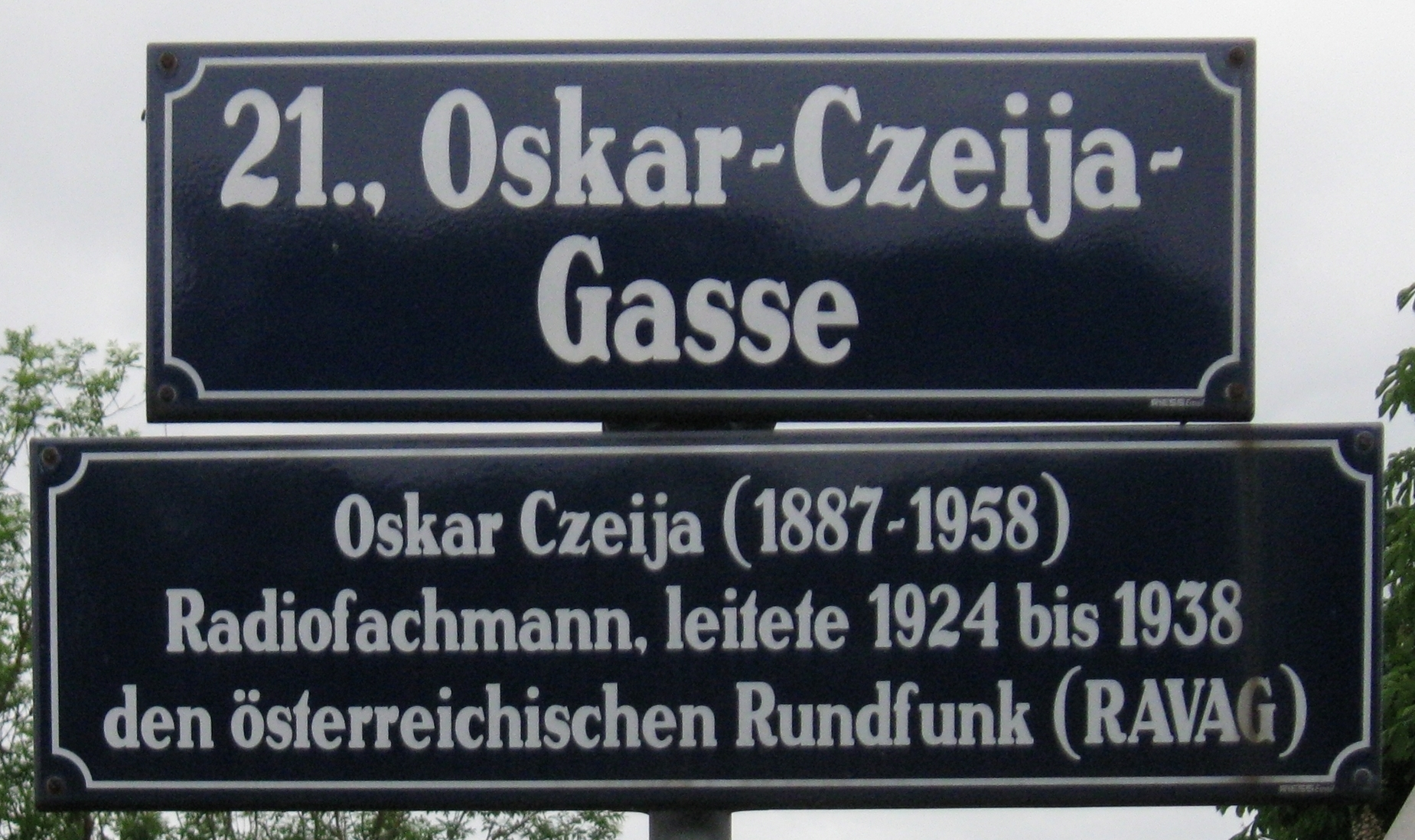
Straßentafel

Ihm zu Ehren wurde vom Dokumentationsarchiv Funk anlässlich der 80-Jahr-Feiern des Rundfunks in Österreichs der Oskar Czeija-Gedächtnisfonds eingerichtet.
Im Jahr 1999 wurde die Zufahrtsstraße des Senders Bisamberg in Wien-Floridsdorf (21. Bezirk) nach ihm Oskar-Czeija-Gasse benannt.